# Občinska knjižnica Jesenice
Občinska knjižnica Jesenice je osrednja splošna knjižnica s sedežem na Jesenicah (Jesenice); ustanovljena je bila leta 1954.
Ima dislocirane enote: Knjižnica Hrušica, Knjižnica Javornik-Koroška Bela, Knjižnica Kranjska Gora, Knjižnica Dovje-Mojstrana, Knjižnica Rateče in Knjižnica Matije Čopa Žirovnica.